# Samar
Pour les articles homonymes, voir Samar (province) et Samar (kibboutz).

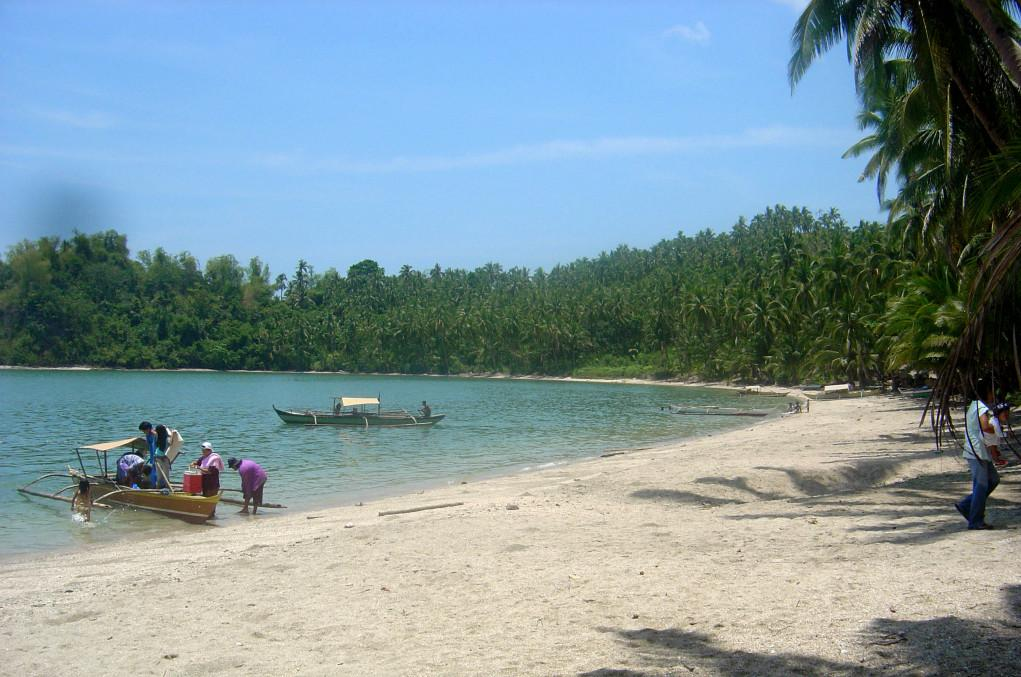
Panapukan Beach à Samar

Samar est une île des Visayas, au centre de l'archipel des Philippines. C'est la troisième plus grande île du pays, elle compte environ 1,08 million d'habitants.
Elle est l'île la plus orientale du groupe des Visayas. Elle est séparée de Leyte par le détroit de San Juanico, qui, à son point le plus étroit, n'est large que de deux kilomètres. Ce détroit est traversé par le pont San Juanico. Samar s'étend au sud-est de la péninsule de Bicol de Luçon, la plus grande île du pays. Le détroit de San-Bernardino sépare les deux. Au sud de Samar se trouve le golfe de Leyte, le site de la bataille du golfe de Leyte, la plus grande bataille navale de la Seconde Guerre mondiale. Le golfe ouvre sur la mer des Philippines, à l'est de Samar.
L'île se partage en trois provinces : Samar, Samar du Nord et Samar Oriental. Ces trois provinces, avec les provinces des îles voisines de Leyte et de Biliran, constituent la région des Visayas orientales.

## Source
- (en) Cet article est partiellement ou en totalité issu de l’article de Wikipédia en anglais intitulé « Samar Island » (voir la liste des auteurs).